# オリバー・ビアホフ
- オリヴァー・ビアーホフ
- オリバー・ビアーホフ
- オリバー・ビエルホフ
- オリヴァー・ビエルホフ
- オリヴァー・ビアホフ

オリバー・ビアホフ（Oliver Bierhoff, 1968年5月1日 - ）は、ドイツ・カールスルーエ出身の元同国代表サッカー選手、サッカー指導者。ポジションはFW。

## クラブ経歴
1986年、バイエル・ユルディンゲンでキャリアをスタート。その後ハンブルガー、ボルシアMGを経て、1990-91シーズンは、アウストリア・ザルツブルクに貸し出された。ここで23ゴールと、ゴールを量産し、ヨーロッパのビッククラブからも注目を集めた。
1991年夏、インテルがボルシアMGから獲得した。しかし、技術的にまだ未熟であると判断され、一度もプレーしないまま、同じセリエAのアスコリへ貸し出された。しかし、1991-92シーズン、怪我でしばらく離脱するなどもあり、セリエAに適応が出来ず、チームもセリエBへの降格が決定した。1992-93シーズン、インテルはパンチェフを獲得したことから、外国人枠の関係もあり、アスコリに売却された。この年、20ゴールをあげる活躍を見せてセリエB得点王を獲得した。この活躍により、1993年の夏、インテル複帰への交渉が行われたが、アスコリの要求額が高く、インテルは交渉から手を引いた。1993-94シーズンも17ゴールを決める活躍で、ユヴェントスなども興味を示していたが、残留することとなった。1994-95シーズン、9ゴールしかあげることが出来ず、アスコリもセリエC降格が決定した。
1995-96シーズンにウディネーゼへ移籍、このシーズン、アルベルト・ザッケローニ監督の指揮下、セリエAで17得点を決め、ドイツ代表に召集されるまでになった。1996-97シーズンも、アモローゾ、パオロ・ポッジとのトリデンテで活躍、自身は13得点を決めて、チームはリーグ5位に入り、チーム史上初となるUEFAカップ出場権を獲得した、1997-98シーズン、リーグ戦で27得点をあげ、ロナウドを抑えてセリエA得点王のタイトルを獲得、チームはリーグ3位に入った。
1998-99シーズン、ウデイネーゼからザッケローニ監督、トーマス・ヘルヴェグと共にACミランへ移籍、フォワードの一角として活躍、19ゴールを決めて(このうち15点がヘディングによるものであった。)、このシーズンのセリエA優勝に大きく貢献した。1999-00シーズンにもリーグ戦で11ゴールを決めた。その後、シェフチェンコの加入もあり出場機会が減少し、2001年にリーグ・アンのASモナコへ移籍。翌年ACキエーヴォ・ヴェローナへ移籍、2003年べガルタ仙台との親善試合を兼ねた引退試合が仙台で行われ、現役を引退した。

## 代表経歴
1996年2月21日のポルトガル戦でデビューを飾り、1996年の欧州選手権決勝のチェコ戦、1点ビハインドの後半24分に途中出場しその4分後に頭で同点ゴールを決め、延長戦に決勝点となるゴールデンゴールを決め、欧州選手権優勝の立役者となった。
1998年のワールドカップ予選、1997年8月20日の北アイルランド戦ではハットトリックを決めた。1998年のワールドカップでは、イラン戦、ユーゴスラビア戦、メキシコ戦でゴールを決め、2002年のワールドカップでもグループリーグのサウジ戦でゴールを決めている。

## 引退後
2004年7月からドイツ代表のチームマネージャーに就任。2007年10月26日からはドイツサッカー連盟 (DFB) の幹部に就任し、2015年からはDFBアカデミーのプロジェクトマネージャーを務めた。2018年1月1日からはDFBの構造改革に伴い、代表のチームマネージャー兼アカデミー担当チーフを務めるほか、代表とサッカーデベロップ部門を統括する4人の取締役の一人となっている。
2018年からはドイツ代表のチームディレクターに昇格したが、2022年ワールドカップカタール大会で代表チームが1次リーグ敗退に終わったことを受けて退任した。

## エピソード
- アビトゥア資格（ドイツの大学入学資格）を持っており、ドイツで有名なハーゲン通信大学で経営学を専攻、2005年に卒業した。

## 個人成績
| 1986-87      | バイエル・ユルティンゲン   |              | ブンデスリーガ | 19       | 3        |             |             |          |          |
| 1987-88      | バイエル・ユルティンゲン   |              | ブンデスリーガ | 12       | 1        |             |             |          |          |
| 1988-89      | ハンブルガーSV             |              | ブンデスリーガ | 24       | 6        |             |             |          |          |
| 1989-90      | ハンブルガーSV             |              | ブンデスリーガ | 10       | 0        |             |             |          |          |
| 1989-90      | ボルシアMG                 |              | ブンデスリーガ | 8        | 0        |             |             |          |          |
| オーストリア | オーストリア               | オーストリア | オーストリア   | リーグ戦 | リーグ戦 | リーグ杯    | リーグ杯    | 期間通算 | 期間通算 |
| 1990-91      | アウストリア・ザルツブルク |              | ブンデスリーガ | 33       | 23       |             |             |          |          |
| イタリア     | イタリア                   | イタリア     | イタリア       | リーグ戦 | リーグ戦 | イタリア杯  | イタリア杯  | 期間通算 | 期間通算 |
| 1991-92      | アスコリ                   |              | セリエA        | 17       | 2        |             |             |          |          |
| 1992-93      | アスコリ                   |              | セリエB        | 35       | 20       |             |             |          |          |
| 1993-94      | アスコリ                   |              | セリエB        | 32       | 17       |             |             |          |          |
| 1994-95      | アスコリ                   |              | セリエB        | 33       | 9        |             |             |          |          |
| 1995-96      | ウディネーゼ               |              | セリエA        | 33       | 17       |             |             |          |          |
| 1996-97      | ウディネーゼ               |              | セリエA        | 23       | 13       |             |             |          |          |
| 1997-98      | ウディネーゼ               |              | セリエA        | 32       | 27       |             |             |          |          |
| 1998-99      | ACミラン                   |              | セリエA        | 34       | 19       |             |             |          |          |
| 1999-00      | ACミラン                   |              | セリエA        | 30       | 11       |             |             |          |          |
| 2000-01      | ACミラン                   |              | セリエA        | 27       | 6        |             |             |          |          |
| 2001-02      | ACミラン                   |              | セリエA        | 0        | 0        |             |             |          |          |
| フランス     | フランス                   | フランス     | フランス       | リーグ戦 | リーグ戦 | F・リーグ杯 | F・リーグ杯 | 期間通算 | 期間通算 |
| 2001-02      | モナコ                     |              | リーグ・アン   | 18       | 4        |             |             |          |          |
| イタリア     | イタリア                   | イタリア     | イタリア       | リーグ戦 | リーグ戦 | イタリア杯  | イタリア杯  | 期間通算 | 期間通算 |
| 2002-03      | キエーボ                   |              | セリエA        | 26       | 7        |             |             |          |          |
| 通算         | ドイツ                     | ドイツ       | ブンデスリーガ | 73       | 10       |             |             |          |          |
| 通算         | オーストリア               | オーストリア | ブンデスリーガ | 33       | 23       |             |             |          |          |
| 通算         | イタリア                   | イタリア     | セリエA・B     | 320      | 149      |             |             |          |          |
| 通算         | フランス                   | フランス     | リーグ・アン   | 18       | 4        |             |             |          |          |
| 総通算       | 総通算                     | 総通算       | 総通算         | 444      | 186      |             |             |          |          |

## 代表歴

### 出場大会
- ドイツ代表
  - 代表デビュー：1996年2月21日 vs ポルトガル
  - 1998 FIFAワールドカップ (ベスト8)
  - 2002 FIFAワールドカップ (準優勝)

### 試合数
- 国際Aマッチ 70試合 37得点（1996年-2002年）[9]

| ドイツ代表 | 国際Aマッチ | 国際Aマッチ |
| 年         | 出場        | 得点        |
| ---------- | ----------- | ----------- |
| 1996       | 11          | 6           |
| 1997       | 8           | 7           |
| 1998       | 17          | 8           |
| 1999       | 8           | 6           |
| 2000       | 8           | 3           |
| 2001       | 7           | 1           |
| 2002       | 11          | 6           |
| 通算       | 70          | 37          |

## タイトル

### クラブ
ACミラン
- セリエA : 1回 (1998-99)

### 代表
ドイツ代表
- UEFA欧州選手権 : 1回 (1996)

### 個人
- セリエA得点王 : 1回 (1997-98)
- セリエB得点王 : 1回 (1992-93)
- ドイツ年間最優秀ゴール : 1回 (1996)
- 年間最優秀ドイツ人選手 : 1回 (1998)
- ACミラン殿堂入り